# Cavidade paleal
Cavidade palial é a designação dada à invaginação existente entre o corpo e o manto (pallium) dos moluscos. A cavidade alberga as ctnenídias, ou seja as brânquias respiratórias. Na maioria dos gastrópodes terrestres  a cavidade palial funciona como um pulmão, permitindo as trocas gasosas através das suas paredes.